# Törs Kálmán
Törs Kálmán (ejtsd: törzs) (született Tircs Kálmán, Rimabrézó, Gömör vármegye, 1843. április 5. – Budapest, 1892. augusztus 31.) hírlapíró és országgyűlési képviselő.

## Élete
Apja vasgyári igazgató volt. Az elemi iskolát szülőhelyén, a középiskolát Rimaszombatban és Késmárkon végezte el, ahol kiemelkedő rajztehetsége és irodalmi érzéke is kitűnt, rendszeresen nyert pályadíjakat. A jogot a budapesti egyetemen hallgatta és ügyvédi oklevelet szerzett, de már egyetemi évei alatt jelentek meg írásai szépirodalmi lapokban. Végül az ügyvédi pályáról az irodalmira tért át, és ekkor Tircs családi nevét Törsre változtatta. 1853-tól, majd 1869-től a Vasárnapi Ujságnak és melléklapjainak: a Politikai Újdonságoknak, Képes Néplapnak, Világkrónikának, valamint az Osztrák Monarchia írásban és képben című monográfiasorozatnak is főmunkatársa volt; 1868-tól 1876-ig A Hon belső munkatársa lett; emellett Jókai Üstökös című humorisztikus lapját és az Igazmondó című lapot is szerkesztette. Jókaival 1876-ban elindították az Életképek című társadalmi és szépirodalmi napilapot, amelyet szintén ő szerkesztett. 
1872-ben megnősült, Szigligeti Ede leányát, Arankát vette feleségül, akivel négy felnőttkort megért gyermekük született. (Közülük ifjabb Törs Kálmán újságíró, szaklapszerkesztő, számvevőségi főtanácsos; Törs Tibor újságíró, politikus lett.)
A Deák-párt és a Balközép Párt fúziójának (1875. március 1.) ellenzői közé tartozva megvált A Hontól. Ettől kezdve hírlapírói munkásságának döntő részét a Vasárnapi Ujság hasábjain tette közzé, amelynek haláláig állandó munkatársa maradt. Tevékenyen részt vett annak társlapjai szerkesztésében is.
1878-ban a szentesi kerület függetlenségi párti programmal megválasztotta országgyűlési képviselőnek és folyamatosan 14 évig ezt a kerületet képviselte. Mint politikus a függetlenségi és 48-as pártnak a híve volt. 1881-től a képviselőházban a jegyzői tisztet látta el, sokszor felszólalt, különösen közlekedési és gazdasági ügyek tárgyalásánál. Eredményesen képviselte a Tisza-menti települések ármentesítésének ügyét, s részben neki volt köszönhető, hogy a régen húzódó szentesi vasút ügye 1887-re kedvező befejezést nyert. Politikai cikkei főként az Egyetértés és a Pesti Hírlap oldalain jelentek meg. 1892 januárjában – a megye és Szentes város közötti 1890-ben kiéleződött ellentétben elfoglalt álláspontja miatt – már nem választották újra a szentesi kerület polgárai.

## Társasági tagságai
Egyik alapítója a Petőfi Társaságnak, amelynek 1881–1892 között alelnöke volt. A Hírlapírók Nyugdíjintézetében is alelnökké választották. 

## Halála, emlékezete
Gyógyíthatatlan vesebetegsége 49 éves korában végzett vele. 2004 óta védett sírja a Fiumei úti sírkertben mai napig áll (34/1-2-11).
Szentes megőrizte emlékét, 1906-ban utcát neveztek el róla.

## Írásai (válogatás)
Költeményei, esszéi, cikkei az alábbi hírlapokban jelentek meg: 
- Balaton-Füredi Napló (1862–1863)
- Magyar Sajtó
  - Két Attila: Dobsa L. és Gärtner Vilmosé, 1863. 254. szám
  - A német irodalom arany korából, 1864. 10–15. szám
- Figyelő
  - Jókai forradalom alatt írt művei és beszélyei, 1871.
  - Egy hindú költőnő, 1872
- A Hon
  - Irodalmunk iránylata és Gibbon műve, 1868. 43.
  - Ferenczy István szobrász végnapjai, 1872. október 30. 251. szám, címlap
  - Emeletes úszó házak az ókorban, 1872. április 12.
  - Egy író a búcsújárásról 350 év előtt, 1873. február 1.
  - Simon István, egy megháborodott lángész, 1873. 92.[9]
- Arad és Vidéke
  - A folyamszabályozás kérdéséhez, 1881. 104, 186., 189.
  - Elbeszélések, 1882
- Igazmondó
  - Világtárlati látogatók, 1873. 31. 1875–76.
  - Elbeszélés, 1875–76.
- Vasárnapi Ujság (1863–1865 és 1869-től cikkei)
  - Erődi-Harrach Béla, 1877. 19. szám, 295–296. oldal
  - Déryné, 1877. 37. szám, címlap
  - Veress Sándor életrajza, 1879. 18. szám, címlap
  - Mikszáth Kálmán életrajza, 1882. 16. szám, címlap
  - Jókainé Laborfalvy Róza, 1883. 38. szám, címlap
  - Halász Imre, 1885. 30. szám, címlap
  - Jókai Mór 60-ik születésnapján, 1885. 9. szám, címlap
  - Bereczki Máté és gyümölcsészetünk, 1885. 15. szám, címlap
  - Szász Domokos erdélyi ref. püspök, 1885. 24. szám, címlap
  - Baksay Sándor, 1891. 26. szám, címlap
  - Gróf Zichy Géza, 1891. 10. szám, címlap
  - Szigligetiről, 1904. 11. szám, 166–167. oldal
- Koszorú A Petőfi Társaság havi közlönye.
  - Nagyné Benza Ida, 1879. 171–179. oldal
  - Az albán herczeg. 1880. 264–277. oldal
- Pesti Hirlap
  - Hugó Viktor, 1881. 57. 1–3. oldal
  - Rajzok, 1882.
  - Shakya-Isten, (Kőrösi Csoma Sándor fölfedezéseiből), 1885. 354. szám karácsonyi melléklete
  - Jókainé atyja: Benke József, 1886. november 24. 325. szám, 1–3. oldal
  - A kulisszák mögül. Emlékek a nemzeti színház operájának első éveiből. 1888. december 25. 355. szám, karácsonyi melléklet, 4–6. oldal
  - Visi Imre 1889. 355. szám, 5–6. oldal
- Egyetértés
  - A legrégibb színház Magyarországon, 1881. 320., 330. szám
  - Jókainé, 1886. 322. szám
- Szabadság
  - Gyermekvilág a szabadságharcz alatt (Székesfehérvár 1886. 154. szám)

## Munkái
- Margit-sziget. Pest, 1872. Rajzokkal (Ismertetés Archaeológiai Értesítő, 1873, 3. füzet, 48–49. oldal A Hon 84. sz. németül. Pest, 1873)
- Vidor úr, vígjáték négy felvonásban Írta id. gróf Fredro, „Pan Jovialsky” lengyel eredetije után, fordította. Budapest, 1875 (Nemzeti Színház Könyvtára 74.) Először a Nemzeti Színházban 1875. január 27-én adták elő)
- Deák Ferencz emlékezete. Szerkesztette, Budapest, 1876
- Homo sum. Regény. Írta Ebers György, fordította, Budapest, 1878 és 1883
- Déryné naplója. Sajtó alá rendezte s jegyzetekkel ellátta. Budapest, 1879–1880. Két kötet (Ismertetései: Ellenőr 1880. 532., 534. számok, Pesti Napló 337. szám)
- Garibaldi ifjúsága és hőstettei. Írta Kálmán diák. Budapest, év n. rajzokkal (Jó Könyvek 7.)

Szerkesztette az Életképek című szépirodalmi hetilapot 1876. június 1-től 1877. január 11-ig Budapesten és a Függetlenségi Naptárt 1881–1884-re négy évfolyamban Budapesten.

### Kéziratban
- Házasság hajdan, vígjáték két felvonásban, Dennery után fordította. (Először a Nemzeti Színházban 1878. március 9-én adták elő.)

## Álnevei
Alsóőri (a Balaton-Füredi Naplóban, 1862), Junius Brutus és Kálmán diák és jegyei a Vasárnapi Ujságban: -rs, -s, -n, T-s K.